# Sem, Ariège
Sem är en kommun i departementet Ariège i regionen Occitanien i södra Frankrike. Kommunen ligger  i kantonen Vicdessos som ligger i arrondissementet Foix. År 2018 hade Sem 22 invånare.

## Befolkningsutveckling
Antalet invånare i kommunen Sem
Referens: INSEE